# バイーア連邦研究所
バイーア連邦教育科学技術研究所 (IFBA) とは、連邦法11,892により、バイーア連邦技術教育センター (CEFET/BA)を改組して設立された、高等教育と専門教育を提供する多科目教育機関である。また同校は、さまざまな知識分野 (生物学、人間科学および精密科学) における専門的および技術的教育を提供することに特化したマルチキャンパスの教育機関であり、ブラジル教育省直属の連邦政府機関でもある。
同校のキャンパスのひとつであるサルバドールキャンパスも、バイーアの首都のバルバージョ地区にある。

## 教育
バイーア連邦教育科学技術研究所は、関連した法に従い、学校教育の段階(中等教育、高等教育および大学院)で専門技術教育コースを提供している。これは様々な知識分野をカバーしており、そのコースとカリキュラムは常に新しいものに更新され、生産工程(新技術、作業・生産システムなど)の変化に対し継続的に追いつくことを可能にしている。